# 灰田有紀彦
灰田 有紀彦（はいだ ゆきひこ、1909年〈明治42年〉4月24日 - 1986年〈昭和61年〉10月16日）は、昭和期の日本の作曲家、スティール・ギター奏者、ウクレレ奏者。本名は灰田 可勝。別名は灰田 晴彦。歌手の灰田勝彦は弟に当たる。

## 生涯
日系2世の子としてハワイのホノルルに生まれる。父親が亡くなり、納骨のため日本を訪問中に関東大震災に遭い、騒ぎの中でパスポートをはじめ家財道具一切を盗まれて帰国できなくなり、獨協中学校へ進学。中央大学を経て慶應義塾大学中退。
1928年（昭和3年）、ハワイアン・バンドの灰田晴彦とモアナ・グリー・クラブを結成。戦前・戦中とハワイアンを演奏するバンドとして活躍。1935年（昭和10年）ごろにプロとなり、演奏だけでなく作曲編曲のほか、杉並区高円寺の自邸でギター教習所を開き、生徒には朝吹常吉の息子や近衛文麿の娘、金子堅太郎の孫などがいた。戦中、敵性音楽だとしてハワイアンが演奏禁止になり不遇の時代を過ごす。その時期に作曲家として「森の小径」「鈴懸の径」を作曲し、灰田勝彦の歌声でヒットする。
敗戦後の1945年（昭和20年）、弟の勝彦と灰田晴彦とニュー・モアナを結成する。ハワイアン音楽一筋に生き、日本ウクレレ協会会長など務めた。
1979年（昭和54年）に長年の功績が認められ、「第21回日本レコード大賞顕彰」を受賞。1986年（昭和61年）に死去した。享年77歳。